# C3AR1
C3AR1 (англ. Complement C3a receptor 1) – білок, який кодується однойменним геном, розташованим у людей на короткому плечі 12-ї хромосоми. Довжина поліпептидного ланцюга білка становить 482 амінокислот, а молекулярна маса — 53 864.
| 10         |  | 20         |  | 30         |  | 40         |  | 50         |
| ---------- |  | ---------- |  | ---------- |  | ---------- |  | ---------- |
| MASFSAETNS |  | TDLLSQPWNE |  | PPVILSMVIL |  | SLTFLLGLPG |  | NGLVLWVAGL |
| KMQRTVNTIW |  | FLHLTLADLL |  | CCLSLPFSLA |  | HLALQGQWPY |  | GRFLCKLIPS |
| IIVLNMFASV |  | FLLTAISLDR |  | CLVVFKPIWC |  | QNHRNVGMAC |  | SICGCIWVVA |
| FVMCIPVFVY |  | REIFTTDNHN |  | RCGYKFGLSS |  | SLDYPDFYGD |  | PLENRSLENI |
| VQPPGEMNDR |  | LDPSSFQTND |  | HPWTVPTVFQ |  | PQTFQRPSAD |  | SLPRGSARLT |
| SQNLYSNVFK |  | PADVVSPKIP |  | SGFPIEDHET |  | SPLDNSDAFL |  | STHLKLFPSA |
| SSNSFYESEL |  | PQGFQDYYNL |  | GQFTDDDQVP |  | TPLVAITITR |  | LVVGFLLPSV |
| IMIACYSFIV |  | FRMQRGRFAK |  | SQSKTFRVAV |  | VVVAVFLVCW |  | TPYHIFGVLS |
| LLTDPETPLG |  | KTLMSWDHVC |  | IALASANSCF |  | NPFLYALLGK |  | DFRKKARQSI |
| QGILEAAFSE |  | ELTRSTHCPS |  | NNVISERNST |  | TV         |  |            |

A: Аланін

C: Цистеїн

D: Аспарагінова кислота

E: Глутамінова кислота

F: Фенілаланін

G: Гліцин

H: Гістидин

I: Ізолейцин

K: Лізин

L: Лейцин

M: Метіонін

N: Аспарагін

P: Пролін

Q: Глутамін

R: Аргінін

S: Серин

T: Треонін

V: Валін

W: Триптофан

Кодований геном білок за функціями належить до рецепторів, g-білокспряжених рецепторів, білків внутрішньоклітинного сигналінгу, фосфопротеїнів. 
Задіяний у такому біологічному процесі, як хемотаксис. 
Локалізований у клітинній мембрані, мембрані.